# شين بوميل
شين بوميل (بالإنجليزية: Shane Baumel)‏ مواليد 12 فبراير 1997 في كاليفورنيا، الولايات المتحدة، هو ممثل أمريكي بدأ مسيرته الفنية عام 2003.

## الأعمال
- العصر الجليدي: الذوبان
- عبر السياج
- الولد المشاكس
- الأقدام المرحة
- الخنازير البرية
- غائم مع فرصة لتساقط كرات اللحم

## وصلات خارجية
- شين بوميل على موقع IMDb (الإنجليزية)
- شين بوميل على موقع قاعدة بيانات الفيلم (الإنجليزية)